# إلبيردغ جيري
إلبيردغ جيري هو محامي وسياسي أمريكي، ولد في 6 ديسمبر 1813 في Waterford, Maine ‏ في الولايات المتحدة، وتوفي في 10 أبريل 1886 في بورتلاند في الولايات المتحدة. نشط حزبياً في الحزب الديمقراطي. وقد انتخب عضو مجلس النواب الأمريكي ‏.